# Saskia Berwein
Saskia Berwein (* 1981 in der Nähe von Frankfurt am Main) ist eine deutsche Schriftstellerin.
Saskia Berwein absolvierte eine Ausbildung zur Justizfachangestellten in Frankfurt am Main. Bekannt wurde sie mit der zuerst bei Egmont LYX erschienenen Thriller-Serie um die Ermittler Jennifer Leitner und Oliver Grohman, die sechs Bände sowie eine Novelle umfasst, die zeitlich zwischen den ersten beiden Büchern anzusetzen ist. Seit 2019 erscheint die „Ein Fall für Leitner & Grohmann“-Reihe im Kuneli Verlag. Die Reihe ist abgeschlossen.
Saskia Berwein wohnt mit ihrem Lebensgefährten in Mühlheim am Main.

## Werke
- Todeszeichen (Ein Fall für Leitner und Grohmann – Band 1) – Kuneli Verlag, 2013 – ISBN 978-3-948194-03-1
- Hoher Einsatz (Ein Fall für Leitner und Grohmann – Novelle) – Kuneli Verlag, 2013 – ISBN 978-3-948194-20-8
- Herzenskälte (Ein Fall für Leitner und Grohmann – Band 2) – Kuneli Verlag, 2014 – ISBN 978-3-948194-05-5
- Seelenweh (Ein Fall für Leitner und Grohmann – Band 3) – Kuneli Verlag, 2014 – ISBN 978-3-948194-07-9
- Wundmal (Ein Fall für Leitner und Grohmann – Band 4) – Kuneli Verlag, 2015 – ISBN 978-3-948194-09-3
- Zornesbrand (Ein Fall für Leitner und Grohmann – Band 5) – Kuneli Verlag, 2019 – ISBN 978-3-948194-00-0
- Feindeshand (Ein Fall für Leitner und Grohmann – Band 6) – Kuneli Verlag, 2022 – ISBN 978-3-948194-12-3